# Ягорлик (полігон)
46°19′25″ пн. ш. 31°54′43″ сх. д. / 46.323670° пн. ш. 31.912070° сх. д.
«Ягорлик» — державний випробувальний полігон, що знаходиться поблизу півострова Ягорлицький Кут навпроти Тендрівської коси. Роботи зі створення полігону розпочались у 2018 року, втілення — наприкінці 2019, а роботу розпочав на початку липня 2021 року.
«Ягорлик» призначений для стрільб з усієї наявної номенклатури озброєння української армії, а також випробування перспективної зброї великої дальності ураження. З робочих місць полігону може здійснюватися управління авіацією й ведення протиповітряного бою сучасними технічними засобами, які є на озброєнні українського війська, серед іншого й іноземного виробництва.

## Історія
Створення такого майданчику стало необхідно після 2014 року, коли через окупацію Криму, Збройні Сили втратили випробувальний майданчик Державного науково-випробувального центру «Чауда».
Необхідність створення полігону зумовлена подальшим розвитком систем озброєння, таких як протикорабельний комплекс «Нептун» чи реактивна система залпового вогню «Вільха».
Для повноцінного функціонування полігону на ньому розгорнули системи зв'язку, спостереження, охорони, інженерної розвідки, зведені приміщення для роботи і розміщення персоналу та розв'язано низку інших питань.
На полігоні обладнано пункт управління, модуль розвідувально-інформаційного центру, подвійний модуль навчального корпусу, ангари, технічні та складські приміщення тощо. Для навчання створені класи, що оснащені мультимедійними засобами. Також працюють сонячна електростанція та артезіанська свердловина.

## Випробування
Влітку 2021 року мали відбутись стрільби артилерійської системи 2С22 «Богдана» на відстані до 40 км. Окрім того, згодом на цьому полігоні відбудуться випробувальні пуски ракетного озброєння, які пройшли ремонт і модернізацію.